# Resolució 362 del Consell de Seguretat de les Nacions Unides
La Resolució 362 del Consell de Seguretat de les Nacions Unides, fou aprovada el 23 d'octubre de 1974. Després de decidir que, tot i que l'Orient Mitjà es trobava en silenci la situació era encara volàtil, el Consell va decidir ampliar el mandat de la Força d'Emergència de les Nacions Unides durant uns altres sis mesos, fins al 24 d'abril de 1975. El Consell va elogiar la Força i els governs que els subministren els seus homes per les seves contribucions i van expressar la seva confiança en mantenir la Força amb la màxima eficiència i economia. La Resolució finalment reafirma que la Força ha de poder funcionar militarment en tot el sector d'operacions d'Egipte i Israel sense diferenciació pel que fa a l'estatut de les Nacions Unides dels diferents contingents.
La resolució va passar amb 13 vots a cap, mentre que la República Popular de la Xina i l'Iraq no van participar en la votació.